# 黎光設
黎光設（1895年—？），阮朝、越南國官員。妻子爲阮朝成泰帝之女。

## 生平
1895年，黎光設生於順化一個官員家庭。母亲是胡得忠的女儿。
早年在河內學習，1920年進入中圻政府工作。1935年進入內閣工作。1940年，作爲順化朝廷的首席代表被調派至河內的法屬印度支那總督政治部辦公室。1942年至1947年擔任省級行政職務。
1952年，代替陳文理出任越南國中越首憲。

## 家庭
妻子爲成泰帝之女阮福良鳶。黎光設是保大帝次妃黎氏飛映的伯伯。
- 子黎光龙（Lê Quang Long，1925年－2017年）教授、博士[4][5]